# Гарден-Гров
Га́рден-Гров (англ. Garden Grove) — город в штате Калифорния, США. Расположен в округе Ориндж. Город широко известен благодаря расположению в нём Хрустального собора, протестантской мегацеркви.

## История
Гарден-Гров был основан в 1874 году. Толчком для развития города стала железная дорога, которая прошла здесь в 1905 году. В 1956 году население города достигло численности в 44 000 человек и статус города был официально получен. В 1960 году в Гарден-Грове проживало 85 000 человек, а в 1970 году уже 120 000. После окончания Вьетнамской войны в городе начался наплыв эмигрантов с Вьетнама.

## Население
По данным переписи 2010 года Гарден-Гров имеет население 170 883 человек. Плотность населения составляет 9 515/км². В городе проживает 68 149 (39,9 %) белых, 2 155 (1,3 %) афроамериканцев, 63 451 (37,1 %) азиатов, 983 (0,6 %) американских индейцев.

## Знаменитые личности
В Гарден-Грове родился музыкант и вокалист группы The Offspring — Декстер Холланд.
В городе родился и вырос легендарный лётчик, авиатор и миллионер Стив Фоссетт.